# キューポラのある街 (映画)
『キューポラのある街』（キューポラのあるまち）は、1962年（昭和37年）4月8日に公開された日本映画である。浦山桐郎の監督デビュー作。モノクロ、シネマスコープ（2.35:1）、99分。
第13回ブルーリボン賞作品賞受賞作品。監督の浦山も第13回ブルーリボン賞新人賞・第3回日本映画監督協会新人賞を受賞したほか、吉永小百合が史上最年少の17歳で第13回ブルーリボン賞主演女優賞を受賞し、大きく飛躍するきっかけになった。吉永の出世作であり、代表作である。1965年には、続編『未成年 続・キューポラのある街』（監督：野村孝）が公開された。

## あらすじ

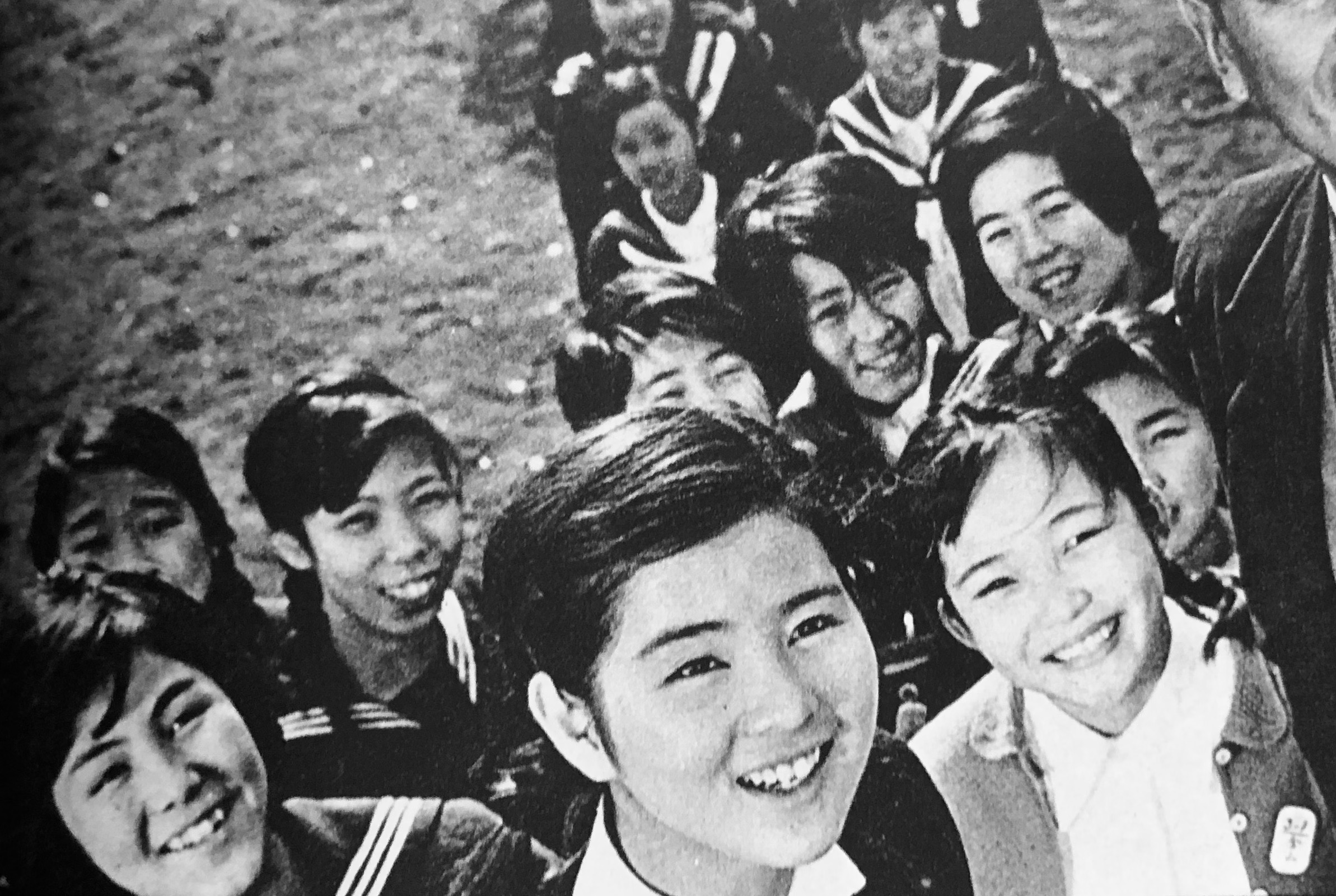
ジュンと同級生たち

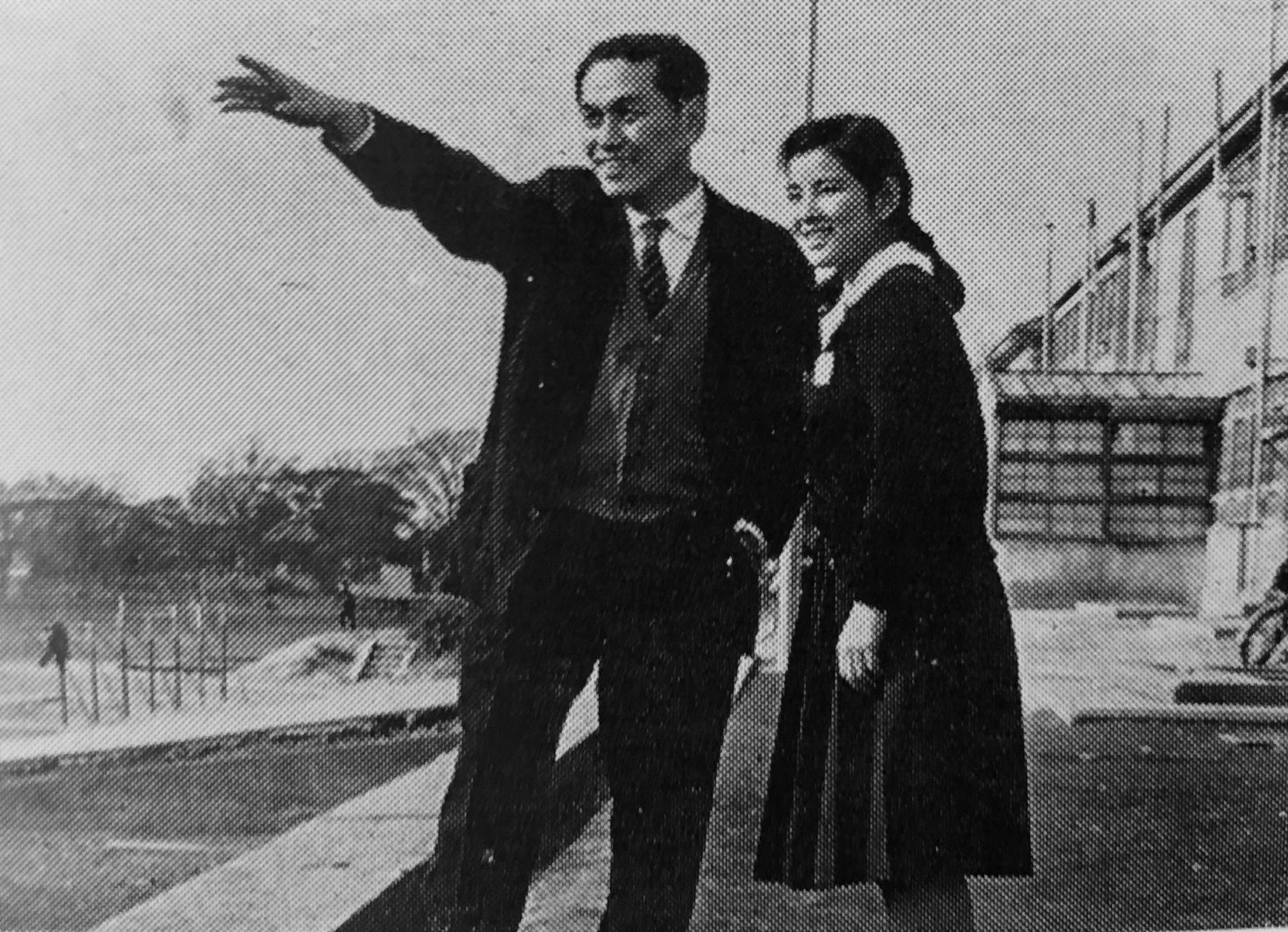
ジュンと野田先生

鋳物工場のキューポラが立ち並ぶ埼玉県川口市。町工場に勤務する鋳物職人・石黒辰五郎の長女で中学3年生のジュン（漢字では淳）は、全日制高校への進学を目指している。そんな中、仕事中の大怪我の後遺症で満足に働けなくなった辰五郎は、勤務先が同業他社に買収されたことに伴い、人員整理の対象になってしまう。石黒家では小学校6年生の長男・タカユキ、未就学の次男・テツハルがいるのに加え、赤ん坊が生まれたばかりであり、家計は火の車となる。隣人で辰五郎の元同僚の若者・克巳が石黒家の窮状を見かね、新会社の労働組合を通じて社長にかけ合い、数か月分の傷病手当金相当の金額を支払わせることに成功するが、「アカの世話になった」ことを恥じる辰五郎は、その金をすべて酒とオートレースにつぎ込んでしまう。
ジュンは生活費や志望する全日制高校（埼玉県立第一高等学校）入学に必要な学費を稼ぐため、級友のヨシエが働くパチンコ店でアルバイトを始める。動けるようになった辰五郎の妻でジュンたちきょうだいの母・トミも、それまで従事していた内職を止め、居酒屋で働き始める。タカユキは小遣い稼ぎのために野鳩の卵を集め、伝書鳩として訓練して売り捌くことを思いつくが、かえったヒナを猫に食べられるなどして上手くいかない。
修学旅行を控えていた中学のクラスでは、物価高騰に伴い、生徒たちが小遣いとして携行出来る現金の額を引き上げるよう教師たちに要求しており、学級会で採決をすることになった。居合わせた担任教師の野田は、積極的に賛意を示さなかったジュンを気にかける。野田は下校中のジュンを追い、パチンコ店に入ったところを認める。そこに野田の元教え子である克巳が現れてジュンの事情を説明する。翌日、野田は市の教育委員会が貧困生徒のために修学旅行費用を助成していることを教え、ジュンに小遣いを渡す。
辰五郎はジュンの級友であるノブコの父・東吾の紹介で新たな鋳物工場の職を得るが、オートメーション化された工場の中に勘と経験を頼りとする古い職人の居場所は無く、家族に告げずに辞職してしまう。辰五郎はジュンが修学旅行に出発する日の朝にそれを明らかにし、家族は恐慌をきたす。ノブコに会わせる顔が無くなったジュンは集合場所の川口駅へ行かず、河川敷で時間をつぶし（その時、初潮が来たと思わせるシーンがある）、普通列車に乗って志望校のある浦和へ行く。フェンス越しに志望する高校をのぞいたジュンは、お遊戯会のような体育の授業を目の当たりにして幻滅する。一方同じ頃、同じように学校をサボって浦和に来ていたタカユキは、育てた鳩をそこで放し、自宅の鳥かごに帰って来させることに成功する。
川口に戻ったジュンは、トミの働く居酒屋をのぞいたところ、トミが酔っ払い相手に愛想を振りまく様子を見てショックを受ける。そこでジュンは不登校生の通称「リスちゃん」に再会し、バーに誘われ、初めて酒を飲む。そこで不良少年たちに乱暴されかけるが、危うく難を逃れる。この日以来ジュンは中学校に行かなくなる。
ジュンを心配した野田が石黒家を訪問する。「勉強したって意味がない」と吐き捨てるジュンに、野田は「受験勉強だけが勉強ではない。高校に行かずに働くとしても、目の前で起きることへの理解を積み重ねて、いつでも自分の意見を持つために、人は勉強をしていかなければいけないのだ」と諭す。登校を再開したジュンは、社会科見学で大手電機メーカーの日立製作所の工場を訪れる。働きながら定時制高校で学び、コーラスなどの活動にも勤しむ女性工員たちの姿を見て、ジュンは自立した現代の労働者の姿を見い出し、憧れを抱き始める。
ある日、ヨシエの一家が在日朝鮮人の帰還事業に応じて、日本人の母親を残して北朝鮮へ帰ることになる。ヨシエの弟でタカユキの親友・サンキチも日本を離れることになり、彼を送り出すために川口駅に来たタカユキは、餞別代わりのビー玉の沢山入った袋とともに、自分が育てた伝書鳩を手渡し、「手紙をつけて西川口駅で窓から鳩を放してくれ」と頼む。ヨシエは同じく駅に来たジュンに、愛用の自転車を贈る。帰還する一行はその夜は上野に泊まり、帰還船の出る新潟港へは翌日向かう予定である。翌日、新潟へ向かう向かう列車は西川口駅に差し掛かり、サンキチは鳩を放す。川口方面へ飛んで行く鳩を見て母恋しさに駆られ、サンキチだけが大宮駅で列車を降りる。しかしサンキチが川口に戻ると母は経営していた食堂を閉め、別の人物と結婚するために姿を消していた。タカユキは次の帰還船が出る年明けまで、近所に住む崔の一家にサンキチを預け、「もう人の世話になるのは止めよう」と誓い、2人で新聞配達のアルバイトを始める。
辰五郎は突然、元の職場での復職が決まる。克巳がやって来て祝い酒をふるまうが、その場でジュンは見学した日立製作所に就職する意向を明かす。サンキチが新潟に向かう朝、ジュンとタカユキは川口陸橋からサンキチの乗った列車を見送る。その日はジュンの就職試験の日でもあった。きょうだいは川口駅に向かって元気よく街を駆けて行った。

## キャスト
- 石黒ジュン（淳）：吉永小百合
- 塚本克巳：浜田光夫

- 石黒辰五郎：東野英治郎
- 石黒トミ：杉山徳子
- 石黒タカユキ：市川好郎

- 野田先生＝スーパーマン（ジュンの担任教諭）：加藤武

- 塚本うめ（克巳の祖母）：北林谷栄

- 金山ヨシエ：鈴木光子
- 金山サンキチ：森坂秀樹
- 金山[注釈 2]（ヨシエとサンキチの父）：浜村純
- 金山美代（ヨシエとサンキチの母）：菅井きん
- 中島ノブコ（ジュンの同級生）：日吉順子
- 中島東吾（ノブコの父・鋳物試験技師）：下元勉

- 松永庄治（松永鋳工の社長）：殿山泰司
- 鑑別所の教師：小沢昭一
- 大手電機メーカーの女工員：吉行和子
- 刑事：河上信夫
- 平さん（木型屋）：小林昭二

- ラーメン屋の親爺：小泉郁之助
- 電報配達員：高山秀雄
- リスちゃんの兄（不良少年グループのリーダー）：木下雅弘
- 内山（ヅク割り職工）：溝井哲夫
- 職工A：青木富夫
- 不良少年C：杉山元
- ノッポ（松永の息子）：川勝喜久雄
- 石黒テツハル：岩城亨
- リスちゃん（ジュンの同級生・不登校生）：青木加代子
- 若い職工：峰三平
- 職工B：澄川透
- 食堂の客：東郷秀美
- ズク（タカユキとサンキチの友達）：西田隆昭
- シミヅ（タカユキの同級生）：坂本勇男
- ジュンの同級生：松川清
- タカユキの同級生：高槻親作
- 不良少年A：武田晴道
- 職工C：土田義雄
- 「バーラキー」のバーテン：會田為久
- ジュンの同級生：大川隆
- カオリちゃん（タカユキの同級生）：岡田可愛
- タカユキの同級生：木村潔
- 牛乳配達の少年：手塚央
- 女工員：北出圭子
- 不良少年B：谷岸典久（クレジットなし）[7]

## スタッフ
- 監督：浦山桐郎
- 企画：大塚和
- 原作：早船ちよ（彌生書房版）
- 脚本：今村昌平、浦山桐郎
- 撮影：姫田真佐久
- 照明：岩木保夫
- 録音：古山恒夫
- 美術：中村公彦
- 音楽：黛敏郎
- 編集：丹治睦夫
- 特殊技術：金田啓治
- 助監督：大木崇史
- 製作主任：山野井政則
- 振付：漆沢政子
- スクリプター：小林圭子（クレジットなし）[3]
- スチール：井本俊康（クレジットなし）[7]

## 製作

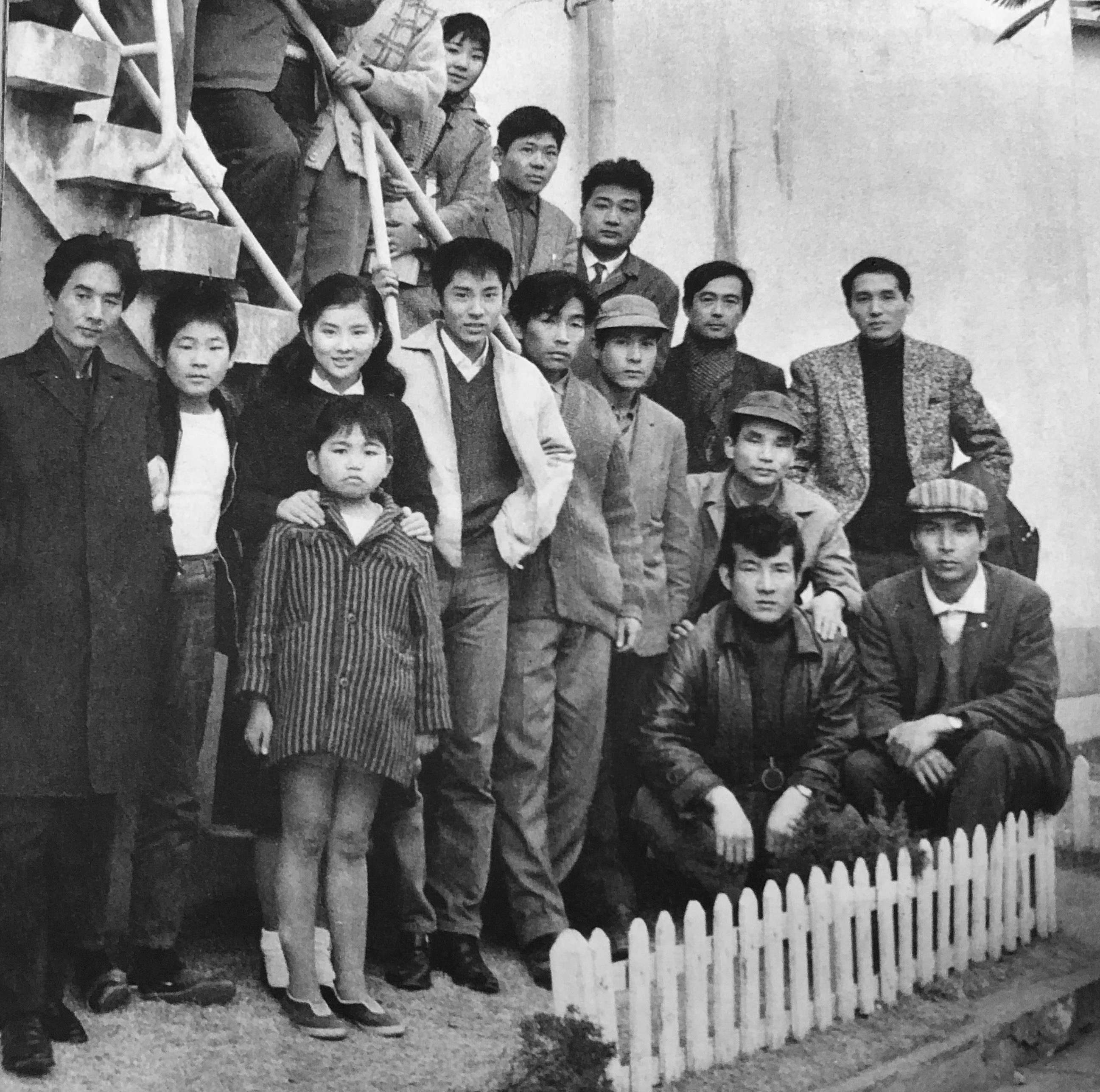
スタッフとキャスト。浦山桐郎、市川好郎、吉永小百合、浜田光夫ら。

### 企画・脚本
1961年（昭和36年）4月、単行本化されたばかりの『キューポラのある街』を浦山桐郎は見つける。会社は吉永小百合を主役に使うならという条件で、浦山の初監督作品として撮影を許可した。浦山は「ある日、暇つぶしで入った本屋で、児童図書の棚の地味な一冊の本が目についた。拾い読みしているうちに、体中にビリビリッと電気が走ったんです。すぐに本を買い、家へ戻り夢中で読みました。それが『キューポラのある街』でした。日活のプロデューサーに、原作者の早船ちよをおさえてもらい、プロットを書き始めました。いろいろな障害はありましたが、会社側の承諾を得てシナリオを作り、昭和36年の暮れに監督第一作の撮影に入ったんです。当時の監督のギャラは一本30万円でした」などと述べている。同年夏、浦山は今村昌平とシナリオを完成させた。共同脚本の今村は晩年、本作について、「当時は食えなかったんで（略）“北朝鮮は天国のような大変良いところだ”とデタラメを書いてた」と述懐している。

### キャスティング
ジュンを演じた吉永は当時、16歳（高校2年生）だった。脇はほぼ新劇人で固められている。

### 撮影
浦山監督は撮影にあたり、川口駅前の飲み屋街で職人たちと酒を飲み、情報を収集したという。1961年12月24日、クランクイン。ラスト近くでジュンが日立製作所武蔵工場に見学に行き、工場で昼食中にテラスで女子工員が「手のひらの歌」を合唱する。1962年2月1日にクランクアップ。埼玉県川口市を中心にロケ行われた。

## ロケ地
- 埼玉県
  - 川口市荒川土手[3][10]、荒川橋梁[5]、川口駅、芝川[10]、川口陸橋[3][10]、南寿町公園[10]、錦町公園（川口西公園）[10]、川口市役所、川口西公園[10]、川口オートレース場[3]。荒川鉄橋などを走る普通列車や貨物列車を意識的に画面に入れている[5]。
  - さいたま市埼玉県立浦和第一女子高等学校[12]、別所沼[3]、大宮駅[3]
- 東京都
  - 港区新橋[3]、小平市（日立製作所武蔵工場）[3]

## 作品の評価
第36回キネマ旬報ベスト・テン2位に選出され、『映画評論』の同年度の日本映画ベストテンで1位に選出された。第13回ブルーリボン賞で作品賞を受賞。浦山が新人賞を、吉永が主演女優賞を受賞。浦山は第3回日本映画監督協会新人賞も受賞した。
同年5月の第15回カンヌ国際映画祭のコンペティション部門に出品された。アンセルモ・ドゥアルテの『サンタ・バルバラの誓い』がパルム・ドールを獲得したが、審査委員の一人だったフランソワ・トリュフォーは、1963年4月に第3回フランス映画祭参加のため来日した際のインタビューで「私は文句なく『キューポラのある街』を推した。だが映画祭に集まる人たちは、最も俗な観客でもあるのです。彼等は文字通りお祭り騒ぎに浮かれていて、こうした多様な主題をもつ作品の価値を認めることを怠っていたのです」と述べている。
在日朝鮮人の帰還事業を肯定的に描いた（続編『未成年 続・キューポラのある街』においても、日本に残った日本人妻を主人公が説得して北朝鮮に渡らせるという原作にないストーリーが加えられている）として批判されることがある。これに対し、全国日刊紙などが率先して帰還事業を歓迎した製作当時の日本の社会情勢を考慮すれば、この描写はやむを得ないとして弁護する意見もある。
撮影当時、川口市役所の職員としてロケ地を紹介した永瀬洋治元川口市長は「ラストに北朝鮮の労働者がみんな万歳三唱されて帰っていくが、日本は当時は貧しく、当時の北朝鮮にはユートピアがあると信じてみんな帰って行ったという描写は、改めて映画を観ると感慨深いものがある」などと評している。
『キネマ旬報』は、2005年2月上旬下旬号で行った吉永小百合特集で、本作を「吉永小百合の代表作のみならず日本映画史に残る1本。鋳物工場が集まる川口で、貧しくも明るく前向きに生きるヒロイン・ジュンは、時代を超えて観客を魅了しつづける」などと、西脇英夫は「吉永小百合すべての出演映画の中で、作品的にも演技的にも『キューポラのある街』を超える映画はないと断言する。厳しい時代状況と社会環境をしっかりと踏まえた脚本、演出の見事さは勿論だが、けなげに逞しく生きていく一少女の姿を、吉永は全身全霊で表現していた。完璧主義の浦山桐郎に徹底的にしごかれたからだろう。まるでこの一本ですべてを出し切ってしまったかのように、以後、これを超える作品はない（中略）若き時代の吉永はとてつもなく可愛らしく、キラキラと輝いていた。しかし後年になるにつれ演技は次第にパターン化し、とりすました表情には親しみが感じられず、やがてそれが彼女のトレードマークになってしまった」などと、品田雄吉は「吉永小百合のベスト作品は何か、といろいろ考えたが、結局、落ち着く先は『キューポラのある街』になってしまった。私にとっての吉永小百合は『キューポラのある街』の、快活で聡明でしっかりした少女に勝るものはない、というのが偽らざる実感なのである」などと評している。 
1989年、文藝春秋が行った誌上アンケート企画「大アンケートによる日本映画ベスト150」で、42位にランキングされた。
日活のオールタイムの代表作として上映されたり、地方ロケの名作の一本として映画祭で上映されることがある。

## 同時上映
- 『青年の椅子』
  - 監督：西河克己、主演：石原裕次郎

## テレビ放送
1985年10月20日に浦山桐郎監督が死去、そのためTBS系列の『月曜ロードショー』で「浦山桐郎監督を偲ぶ感動の名作」と銘打ち、追悼企画として本作を放送されたが、「朝鮮人」「組合」「アカ」「ニコヨン」「ダボハゼ」といった表現のある箇所の絵音声と映像が約30か所にわたってカットされた。
関係者の話によると、TBSは完全版を放送する予定であったが、差別用語に敏感な大阪（毎日放送）と福岡（RKB毎日）の系列局から、問題個所をカットしない限りネットは受けられない、と強く主張されたために折れたもので、共同脚本の今村昌平も、せっぱつまった事情から不本意ながらカットする事を了承したという。